# Zou
Zou ist ein Département Benins mit der Hauptstadt Abomey.

## Geographie
Das Departement liegt im Süden des Landes und grenzt im Norden an das Departement Collines, im Südwesten an das Departement Atlantique, im Südosten an das Departement Ouémé, im Nordwesten an Togo, im Westen an das Departement Couffo und im Osten an das Departement Plateau.

### Kommunen

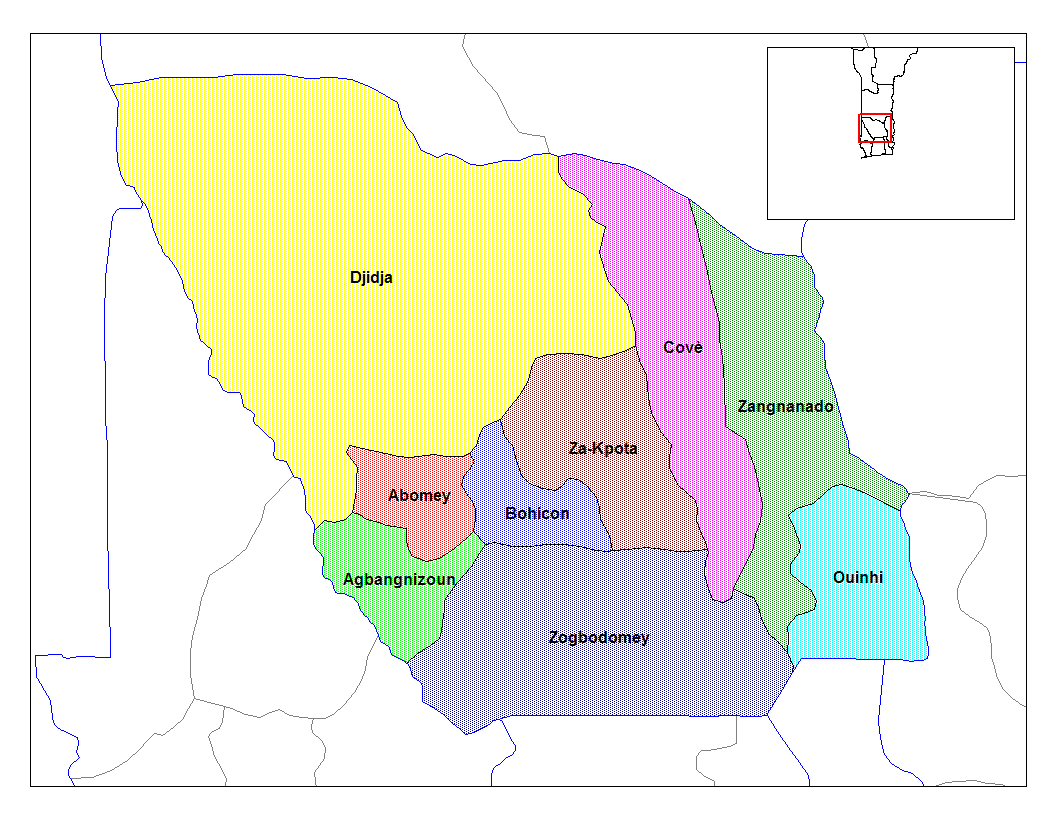
Kommunen von Zou

- Abomey
- Agbangnizoun
- Bohicon
- Covè
- Djidja
- Ouinhi
- Za-Kpota
- Zagnanado
- Zogbodomey

## Bevölkerung
Bei der letzten Volkszählung 2013 zählte das Departement 851.580 Einwohner.

### Bevölkerungsentwicklung
| Jahr        | Einwohnerzahl |
| ----------- | ------------- |
| Zensus 1979 | 353.358       |
| Zensus 1992 | 478.714       |
| Zensus 2002 | 599.954       |
| Zensus 2013 | 851.580       |

### Volksgruppen
Die Fon bilden mit 86,5 % Bevölkerungsanteil den größten Teil der Bevölkerung. Die Mahi umfassen 4,8 % der Einwohnerschaft.

### Religionen
Das Christentum verfügt mit einer Anhängerschaft von 43,5 % über eine knappe relative Mehrheit (darunter sind 59 % Katholiken, 19 % Mitglieder der Eglise de Céleste und 14 % Anhänger weiterer Afrikanischer Unabhängiger Kirchen). Ganz knapp an zweiter Stelle (inoffiziell praktizieren auch viele Christen diese Religion) liegt mit 40,4 % der Voudou-Kult. Der Islam spielt mit einem Anteil von 2,8 % keine Rolle.

## Geschichte
1999 wurde der nördliche Teil als Departement Collines abgetrennt.
Koordinaten: 7° 12′ N, 2° 0′ O